# Wilhelm Dietrich von Buddenbrock
Wilhelm Dietrich von Buddenbrock (Tilsemischken, 15 marzo 1672 – Breslavia, 28 marzo 1757) è stato un generale prussiano.

## Biografia
Buddenbrock nacque il 15 marzo 1672 da Elisabeth Sophia von Rappe e da so marito, Johann von Buddenbrock, presso il villaggio di Tilsemischken non lontana dalla città di Ragnit, nel ducato di Prussia (attuale Russia). La sua famiglia, originaria della Vestfalia, si era insediata nella Confederazione Polacco-Lituana nel 1318 e successivamente era passata in Prussia nel 1622.
Dopo aver studiato all'Università Albertina di Königsberg per tre anni, Buddenbrock si iscrisse nelle file dell'esercito prussiano e prese parte alla campagna militare nei Paesi Bassi nel 1690. Combatté successivamente nella battaglia di Fleurus. Il suo reggimento prese parte alle principali battaglie della guerra di successione spagnola e Buddenbrock ebbe modo di distinguersi in particolare nella battaglia di Malplaquet del1 709. Venne promosso colonnello del 1º reggimento corazzieri il 18 luglio 1724.
Buddenbrock venne onorato da Federico Guglielmo I di Prussia dell'Ordine dell'Aquila Nera nel 1739. Membro del cosiddetto "Ministero del tabacco" (Tabakskollegium), Buddenbrock presenziò al letto di morte di Federico Guglielmo al quale era sempre stato molto legato.
In riconoscimento della sua leadership durante la battaglia di Chotusitz del 1742, re Federico II di Prussia gli concesse un suo ritratto con cornice di diamanti; gli unici altri a ricevere una così alta onorificenza furono Friedrich Wilhelm von Dossow e Hans von Lehwaldt. Federico inoltre garantì a Buddenbrock un aumento della paga. Il 19 marzo 1745, Buddenbrock venne promosso feldmaresciallo.
Buddenbrock morì all'età di 85 anni mentre era governatore a Breslavia.

## Figli
Wilhelm Dietrich von Buddenbrock si sposò in prime nozze con Klara Anna Katharina von Grüter (28 aprile 1675 - 8 giugno 1713). Alla morte della prima moglie si risposò il 15 agosto 1745 con Beate Abigail von Siegroth (9 gennaio 1700 - 26 luglio 1770). Ebbe i seguenti figli:
- Karl Friedrich (1698 - 17 maggio 1742), sposò Sophie Charlotte von Schönaich (1725–1807); in seguito sposò il ministro prussiano Kaspar Wilhelm von Borcke (1704–1747)
- Anna Sophie Agnes (1699 - ?), sposò nel 1737 Erhard Ernst von Röder (26 luglio 1665 - 26 ottobre 1743); sposò in seconde nozze Johann von Lehwaldt (24 giugno 1685 - 16 novembre 1768)
- Johann Wilhelm Dietrich (12 marzo 1701 - 22 agosto 1763), sposò nel 1730 Dorothea Charlotte von Knobelsdorff (27 dicembre 1711 - 18 settembre 1782 a Skandlack)
- Charlotte Wilhelmine Clara Katharina (10 febbraio 1710 - 19 aprile 1790)[2] sposò nel 1731 Justus Siegmund von Dyhrn und Schönau (5 settembre 1689 - 16 novembre 1761)
- Katharina Luise († 5 aprile 1761), dama di corte, sposò nel 1737 Albrecht Heinrich von Kalnein (1685 - 1754)
- Maria Wilhelmine (27 agosto 1714 - 20 aprile 1773), sposò nel 1740 Hans Kasper von Hirsch (17 dicembre 1695 - 17 aprile 1751)[3]
- Helene Wilhelmine, badessa dell'abbazia di Paradeis in Vestfalia
- Johann Heinrich Wilhelm Jobst (1707 - 27 novembre 1781), sposò in prime nozze nel 1740 Elisabeth Dorothea Juliane von Wallmoden (1714–1767); nel 1767 in seconde nozze sposò Luise Charlotte Marie von Kalckstein (1727–1768); nel 1768 sposò in terze nozze Johanna Charlotte von Wackenitz (1727–1769); nel 1769 in quarte nozze sposò Charlotte Auguste von Wartensleben (1736–1794)